# AJ·布萊德爾
AJ·布萊德爾（英語：AJ Bridel，1994年—）全名阿曼達·珍妮特·布萊德爾（英語：Amanda Jeannette Bridel），加拿大女演員兼歌手。

## 簡歷
布萊德爾出生在卡爾加里，並在安大略省基奇納長大。小時候，她從父母擁有的一張CD中聽到了《悲慘世界》的音樂劇，便成為了音樂劇的愛好者。其首次演出是在她18歲時，在安大略省的Stratford劇院。
2022年4月起，布萊德爾開始在《彩虹小馬》動畫系列擔任琵波花兒（Pipp Petals）一角的配音員，包括Netflix劇集《My Little Pony：我的可愛標誌》與Youtube 2D短片《My Little Pony: Tell Your Tale》。

## 外部連結
- AJ·布萊德爾在互联网电影资料库（IMDb）上的資料（英文）